# 林冬梅
林冬梅（1975年1月—），籍贯福建连城，出生于福建三明，中华人民共和国菌草技术专家，中国农工民主党党员。历任福建农林大学菌草与生态学院副院长、国家菌草工程技术研究中心副主任、联合国菌草项目顾问及农工党福建农林大学总支部主任委员等职。

## 生平
林冬梅于1975年1月出生在福建省三明地区，是1980年代发明“菌草技术”（一种“以草代木”栽培食用菌的技术）的学者林占熺的长女。1993年，17岁的林冬梅赴新加坡留学，后在新加坡成为公务员并取得了居留权。2003年，林冬梅选择放弃新加坡居留权和公务员的工作，回国参加其父的技术团队，从此开始菌草学的研究生涯。
2004年，林冬梅随父亲赴南非夸祖鲁－纳塔尔省转让菌草技术，在2004年1月—2024年9月的20年间，林冬梅共赴非洲的南非、卢旺达、莱索托、中非共和國、马达加斯加、尼日利亚和坦桑尼亚等国家37次，亦曾赴大洋洲的巴布亚新几内亚、斐济等国，参与大大小小的菌草技术推广工作，为非洲培训了8000余名相关技术人员。她也因推广菌草技术有功，於2019年被中非共和国授予军官级国家感恩勋章。
在中国国内，林冬梅也曾在福建、宁夏、贵州和西藏等省区尝试种植推广菌草技术，得到了一定的成果，2013年，林冬梅还和她的父亲到内蒙古阿拉善盟乌兰布和沙漠，尝试以种植菌草的方式改善沙漠环境。2024年，她被中華全國婦女聯合會授予当年度“全国三八红旗手”称号。